# Спастика
Спастичність — це комплекс симптомів, що характеризується підвищеним тонусом м'язів, надмірно активним глибокими сухожильними рефлексами, клонусом, аномальними спинальними рефлексами і спазмами м'язів при скороченні. Прояви спастичності кінцівок залежать від швидкості руху, — при швидкому пасивному рухові в суглобі зростає протидія рухові. І навпаки, повільний рух відбувається з меншим опором. Спастичність частково пояснюється втратою нормального гальмування спинальних або супраспинальних рефлексів і надмірною збудливістю рефлексів розтягу.
Спастичність часто спостерігається у пацієнтів з дисфункцією верхнього мотонейрону, як-от при ушкодженні спинного мозку, головного мозку, розсіяному склерозі або ураженні судин головного мозку.
У пацієнтів зі спастичністю можуть з'являтися судоми м'язів, спазми, фасцикуляція, ригідність, дистонія, атетоз і атаксія, але вони не обов'язково є виявом спастичності.